# نصرالله مشیرالدوله
میرزا نصرالله خان نائینی (زاده ۲۵ مهر ۱۲۱۹ در نائین - درگذشته ۲۰ شهریور ۱۲۸۶ در تهران) ملقب به مشیرالدوله به مدت ۷ سال از ۱۸ مرداد ۱۲۷۸ تا ۶ مرداد ۱۲۸۵ وزیر امور خارجه ایران در زمان مظفرالدین شاه و همچنین از ۹ مرداد تا ۱۸ اسفند ۱۲۸۵ صدراعظم ایران در زمان مظفرالدین شاه و محمدعلی‌شاه بود.
فرمان مشروطیت در دوران صدراعظمی او (۱۴ مرداد ۱۲۸۵) به امضای مظفرالدین شاه رسید و تاج پادشاهی را پس از فوت مظفرالدین او بر سر محمدعلی‌شاه گذارد.
مشیرالدوله از ۱۲۷۳ وزیر لشکر شد و در مرداد ۱۲۷۸ با فوت وزیر خارجه محسن خان مشیرالدوله، وزارت خارجه و لقب مشیرالدوله را به او سپردند. او در زمان انقلاب مشروطه نقش میانجی را بر عهده گرفته بود و با عزل عین‌الدوله از نخست‌وزیری در ۶ مرداد و انتخاب او در ۹ مرداد ۱۲۸۵ به صدراعظمی، تحصن مشروطه‌خواهان در سفارت انگلستان پایان گرفت.
مرگ مشیرالدوله دو هفته پس از ترور علی‌اصغرخان اتابک به‌طور مشکوکی روی داد و جسد او در امامزاده صالح تجریش به خاک سپرده شد.

## ایران پیش از مشروطه
قبل از صدور فرمان مشروطیت (۱۴ مرداد ۱۲۸۵) اگرچه ایران یک حکومت و ملت کهن بود اما مردم ایران از حکومت قانون محروم بودند و تمام اقتدارات دولتی در شخص شاه تمرکز یافته بود. در کشور قانون وجود نداشت و علاوه بر قوه مجریه، اقتدار قوای تقنینیه و قضاییه نیز در اختیار پادشاه بود. در اواخر سلطنت مظفرالدین شاه، وعاظ، اهل منبر، ناطقین و نویسندگان با مهارت و بی‌پروایی نظام حکومت استبدادی و فقر و بیچارگی مردم را مورد گفتگو و بحث قرار دادند، مردم را با حقوق غیرقابل انکار خود آشنا کردند و آن‌ها را به مبارزه تحریک کردند. بر اثر اقدامات آزادی خواهان عده کثیری از علما و تجار و اصناف در زاویه مقدسه تحصن اختیار کردند و تقاضا نمودند قوانین اسلام اجرا و برای رسیدگی به عرایض مردم عدالتخانه تأسیس شود. شاه دستخطی صادر کرد که به هیچ وجه جوابگوی احتیاجات و خواسته‌های مردم نبود. تدریجاً به عده متحصنین اضافه شد. عده‌ای راه قم را پیش گرفتند و دسته ای در سفارت انگلیس بست نشستند. سروصدا و هیاهو به شهرها نیز سرایت کرد و سرتاسر کشور دستخوش هیاهو و آشوب شد. مظفرالدین شاه ناگزیر عین‌الدوله صدراعظم عصر استبداد را عزل و مقام صدارت را به میرزا نصرالله خان مشیرالدوله وزیر امورخارجه سپرد و فرمان مشروطیت را صادر نمود و امر صریح در تأسیس مجلس منتخبین ملت داد. مشیرالدوله به سمت اولین نخست‌وزیر عهد مشروطه منصوب گردید.

## زندگی شخصی و خانواده
نصرالله خان پسر محمد پسر ابوطالب پسر محمد پسر میرعبدالوهاب از عرفای نائین بود و در ابتدای جوانی راهی تهران شد. مدتی با کتابت (نسخه‌نویسی و دعانویسی) گذران زندگی کرده و بعد در اداره آصف‌الدوله و منشی او شد و با ماهی دو سه تومان خدمت می‌کرد. با انتخاب میرزا سعید خان مؤتمن الملک به وزارت خارجه وارد این وزارتخانه شده و پس از مدتی همراه ابراهیم خان نایب الوزاره که به کارگزاری امور خارجه آذربایجان مأمور بود و برای منشی‌گری او به تبریز رفت.
نصرالله در آنجا با دختر میرزا تقی آجودان کارگزاری ازدواج می‌کند. پس از فوت نایب الوزاره به تهران آمده و لقب مصباح الملک گرفت و معاون وزارت امور خارجه شد. بعد لقب مشیرالملک به او دادند و در وزارت لشکر سمت محاسب و سررشته‌داری داشته و به قدری مورد توجه اتابک قرار گرفته که وزارت لشکر را به او می‌دهد. پس از مرگ میرزا محسن خان مشیرالدوله وزیر خارجه شد و لقب مشیرالدوله گرفت و این سمت را ده روز قبل از صدور فرمان مشروطیت حفظ کرد. تا اینکه اولین نخست‌وزیر مشروطه شد.
او سه پسر به نام حسین پیرنیا و حسن پیرنیا و علی پیرنیا تربیت کرد که اولی مدت‌ها رئیس مجلس شورای ملی بود و دومی چهار بار نخست‌وزیر شد. مدرسه علوم سیاسی از خدمات بزرگ حسن پیرنیا است.

## نخست‌وزیری
نخستین اقدام میرزا نصرالله پس از انتخاب به نخست‌وزیری آزادی زندانیان سیاسی بود. سپس مشیرالدوله به اتفاق عده‌ای از امنای دولت و علما به قم رفتند و متحصنین را از صدور فرمان مشروطیت و تشکیل مجلس شورای ملی باخبر ساختند. مردم با مسرت به تهران بازگشتند، همچنین متحصنین سفارت انگلیس نیز پس از پیروزی ملت از سفارتخانه خارج شدند به جشن و سرور پرداختند. چند روز پس از صدور فرمان مشروطیت، جلسه‌ای در عمارت مدرسه نظام با مشارکت روحانیون، اعیان و اشراف، مالکین و بازرگانان و اصناف و شاهزادگان تشکیل شد. در این جلسه مشیرالدوله پیرامون فرمان مشروطیت و تشکیل مجلس سخنرانی پراحساسی ایراد نمود و از حضار در جلسه تقاضا کردار بین خود پنج نفر را جهت تنظیم نظامنامه مجلس انتخاب نمایند. حاضرین در جلسه پس از شور و بررسی، مرتضی‌قلی خان صنیع‌الدوله، میرزا حسن خان مشیرالملک، میرزا حسین خان مؤتمن الملک و مهدی‌قلی‌خان مخبرالسلطنه و میرزا حسن خان محتشم‌السلطنه را که از افراد تحصیلکرده و اروپا رفته بودند انتخاب کردند. هیئت مزبور ظرف دو هفته نظامنامه را تهیه و تنظیم نموده و به امضای مظفرالدین شاه رسانیدند. انتخابات مجلس به صورت صنفی آغاز شد و سرانجام در ۱۴ مهر مجلس با نطق شاه افتتاح شد و در اولین جلسه صنیع‌الدوله به ریاست و وثوق‌الدوله و امین الضرب به نیابت ریاست مجلس انتخاب شدند. مشیرالدوله نیز وزیران خود را انتخاب کرد ولی از معرفی آن‌ها به مجلس خودداری نمود زیرا معتقد بود وزیران در مقابل شاه مسئول هستند. از همان روزهای نخست زمامداری، او دریافت که خزانه خالی و دولت برای مخارج ضروری مستأصل است. با سفارت انگلیس و بانک شاهنشاهی و سفارت روس و بانک استقراضی روس مشغول مذاکره شد تا وامی از بانک بگیرد. رئیس بانک در مقابل خواسته نخست‌وزیر پاسخ داد که کشور شما دارای حکومت مشروطه است و گرفتن هر وامی نیاز به تصویب مجلس دارد. سپس شرایط سنگینی برای اعطای وام پیشنهاد نمود، نخست‌وزیر ضمن نامه‌ای با تشریح وضع اسفبار مالی کشور، از مجلس درخواست نمود که اجازه داده شود دولت مبلغ پنج کرور تومان (هر کرور پانصد هزار تومان) قرض نماید. این نامه را مخبرالسلطنه یکی از وزیران در مجلس مطرح ساخت. سروصدای نمایندگان بلند شد. از هر طرف نطق‌های تند و آتشینی ایراد گردید و سرانجام موضوع به رأی گذاشته شد و تقاضای دولت پذیرفته نشد. چند روز بعد مشیرالدوله ناگزیر ناصرالملک وزیر مالیه را به مجلس فرستاد تا گزارشی پیرامون وضع مالی دولت و تهی بودن خزانه بدهد و با زبان چرب و نرمش آن‌ها را راضی به اخذ قرضه نماید. این بار نیز وکلا برآشفتند و به وزیر مالیه پرخاش کردند، نه تنها به این پیشنهاد رأی ندادند، بلکه اخذ هر نوع وامی را از خارجیان ممنوع ساختند و به دولت متذکر شدند تنها راه علاج وضع خراب مالی کشور تشکیل بانک ملی با مشارکت تمام مردم است. همان روز وکلا کمیسیونی را برگزیدند تا برای تعدیل بودجه و توازن دخل و خرج مملکت طرحی تهیه نمایند و از اسراف و تبدیل جلوگیری کنند. وثوق‌الدوله و سید حسن تقی‌زاده گردانندگان این کمیسیون شدند. در همان ایام حال مزاجی مظفرالدین شاه رو به وخامت گرایید و ولیعهد وارد تهران شد. شاه در واپسین روزهای عمر خود قانون اساسی را امضا نمود و چند روز بعد درگذشت؛ ولیعهد به نام محمدعلی قاجار ضمان امور را بدست گرفت.
تا روزی که مظفرالدین شاه حیات داشت، نمایندگان مجلس به احترام او که مردی رئوف و مهربان و متدین بود دولت را تحت فشار قرار نمی‌دادند، ولی پس از درگذشت وی مشیرالدوله را ملزم نمودند که کابینه خود را به مجلس معرفی کند. او ناچار وزیران را همراه محتشم السلطنه معاون خود جهت معرفی به مجلس فرستاد اما خود از رفتن به مجلس امتناع نمود. محتشم السلطنه پس از معرفی گفت کامران میرزا وزیر جنگ برای پاسخ به سوالات نمایندگان به مجلس نخواهد آمد و در صورت لزوم میرزا محمدتقی دبیرالدوله وزیرلشکر و معاون وزارت جنگ در جلسات مجلس شرکت خواهد کرد. سپس گفت مشیرالدوله رئیس‌الوزرا فرمودند وزرا در برابر پادشاه مسئول هستند. سپس نمایندگان به گفته‌های او اعتراض کردند و شرحی پیرامون مجالس در اروپا بیان کردند. مخصوصاً سعدالدوله و صدیق حضرت شرح مبسوطی دربارهٔ حکومت‌های مشروطه بیان داشتند و به رئیس‌الوزرا پیام فرستادند اگر اصول پارلمانی را مراعات نکند مجلس او را عزل خواهد کرد.
او در ۲۵ اسفند ۱۲۸۵(۱۷ مارس ۱۹۰۷) احتمالاً به دلیل ناتوانی در جلوگیری از خودسری پادشاه و تصمیم او در برانداختن مجلس، استعفا کرد. کابینه جدید چهار روز بعد بدون رئیس‌الوزرا تشکیل شد تا اینکه علی‌اصغرخان اتابک (امین‌السلطان) که در آن هنگام در سوئیس بود پس از ملاقات با سران روسیه در ۴۲ فروردین ۱۲۸۶وارد ایران شد.
مخبرالسلطنه هدایت نوشته‌است که «اتابک برای تشکیل کابینه مرا نزد نصرالله خان مشیرالسلطنه فرستاد که وزارت خارجه قبول کند، رفتم، درویشی نکرد.»

## مرگ
مرگ مشیرالدوله به‌طور ناگهانی و بدون داشتن بیماری در ۱۴ سپتامبر ۱۹۰۷ در رستم‌آباد شمیران واقع شد. مرگ او دو هفته پس از ترور اتابک توسط عباس آقا تبریزی در روز امضای قرارداد ۱۹۰۷ و چهار روز پس از انتخاب احتشام‌السلطنه به ریاست مجلس و در شرایطی بود که او نامزد نخست‌وزیری بود و از همکاری با سعدالدوله که از ریاست مجلس استعفا کرده بود، سر باز زده بود. در همان روز نیز سعدالدوله وزیر خارجه شد.
بسیاری از جمله ادوارد براون و ناظم‌الاسلام کرمانی مرگ او را نیز نظیر نخست‌وزیران پیشین قاجاریه، امیرکبیر، قائم مقام فراهانی و حاج ابراهیم کلانتر، به پادشاه نسبت می‌دهند و آن را ناشی از روی ناخوشی می‌دانند که او از ابتدا به سلطنت محمدعلی  میرزا نشان می‌داد.
گفته می‌شود در آن روز علاء الدوله در رستم‌آباد مهمان بوده و با هم ناهار خوردند، بعد او به اندرون رفته، به فاصله کمی حالش بهم خورده، یک‌ساعت از شب رفته درمی‌گذرد.
خبر مرگ او ساعاتی بعد به مجلس شورای ملی نیز رسید و ابوالحسن خان خواستار تحقیق مجلس در مورد علت مرگ او شد؛ در جلسه بعد از ظهر محقق‌الدوله گفت: در جواب تلفن مجلس، جناب مؤتمن‌الملک خیلی اظهار تشکر و امتنان نموده گفتند دیروز مبتلا به مرض قولنج شده، بعد از آن سکته رو داد، دکتر انگلیسی آوردیم که تشخیص دهد چه بوده. 

## مشیرالدوله در پیشگاه تاریخ
اتهامات وی در پیشگاه تاریخ زیاد است. در سمت وزارت امور خارجه برای سفر مظفرالدین شاه به اروپا دو وام با شرایط بسیار سنگین از روسها دریافت کرد. وام اول به مبلغ بیست و دو میلیون و پانصد هزار منات و وام دوم ده میلیون منات بود. مخصوصاً در قرضه دوم پسرش میرزا حسن خان که وزیرمختار ایران در پطرزبورگ بود رسماً دلالی این کار را برعهده داشت. در ۱۲۸۰ امتیاز کشف و استخراج معادن نفت جنوب به انگلیسی به نام ویلیام ناکس دارسی سپرده شد و قراداد اعطای امتیاز مزبور را اتابک صدراعظم، میرزا نصرالله خان مشیرالدوله وزیر امور خارجه و میرزا نظام الدین مهندس الممالک وزیر معادن و صنایع امضا کردند. اتابک ده هزار سهم ممتاز نفت و انرژی، و آن دو نفر دیگر یعنی میرزا نصرالله خان مشیرالدوله وزیر امور خارجه و میرزا نظام الدین مهندس الممالک وزیر معادن و صنایع، هر کدام پنج هزار سهم از طرف قرارداد مزبور گرفتند.
مشیرالدوله در زمان صدراعظمی عین‌الدوله وقتی خود را در معرض تغییر دید و احساس کرد میرزا رضا خان ارفع‌الدوله را به جای او خواهند نشانید، مبلغ هفتاد هزار تومان به صدراعظم رشوه داد تا در سمت خود ابقا شود. در سمت وزارت امور خارجه وقتی اطلاع پیدا کرد میرزا اسحق خان مفخم الدوله کنسول ایران در مصر دارایی سرشار یک متوفی ایرانی را تصاحب کرده‌است، او را به تهران احضار نمود و پس از مذاکره با وی بر اعمالش صحه نهاد و او را به دامادی خویش برگزید و طلاق دختر خود را از پسر علاالملک سرلشکر محسن دیبا گرفته به کلاله نکاح او درآورد. در مقابل شکایت‌های متوالی برادر متوفی، مبلغ ناچیزی به او پرداخت. عاشق جمع کردن مال و ثروت بود. در عین حال از نظر مالی نسبت به خانواده خود گذشت و مهربانی داشت. همه افراد خانواده از او شهریه دریافت می‌کردند. عدهٔ کثیری از بستگان را در وزارت خارجه استخدام کرد. او به ظواهر شرع عمل می‌کرد و علاوه بر انجام واجبات در اجرای مستحبات نیز می‌کوشید. همه روزه نماز خود را به موقع در محل کار خود به اجرا می‌آورد و تعقیبات نماز را نیز همان‌جا انجام می‌داد. از آزار و اذیت مردم پرهیز داشت و کسی را بی جهت به زندان نمی‌انداخت. در سیاست خارجی به روس‌ها نزدیک بود. او یکسال پس از استقرار مشروطیت در هفتاد سالگی درگذشت.